# Isidrogalvia sessiliflora
Isidrogalvia sessiliflora là một loài thực vật có hoa trong họ Melanthiaceae. Loài này được (Hook.) Cruden miêu tả khoa học đầu tiên năm 1991.